# 納達·穆罕默德
穆拉納達·穆罕默德·納迪姆（普什圖語：‎）是阿富汗政治人物和塔利班成員。他於2022年10月起擔任高等教育部 (阿富汗)。此前，他於2021年9月起擔任楠格哈爾省警察局長。穆罕默德也曾於2021年8月至2021年9月20日擔任楠格哈爾省省長，後來由戴德·穆扎米爾接替。

## 國際制裁
2023年3月7日，穆罕默德受到歐盟的製裁，理由是他在塔利班政府中擔任高等教育代理部長。塔利班政府曾頒布法令，禁止阿富汗全國的婦女接受高等教育，從而助長了對阿富汗婦女權利的持續侵犯 。

## 外部連結
- . TOLOnews. 2023-11-29  [2024-06-19]. （原始内容存档于2024-06-06）.
- YouTube上的د لوړو زده کړو وزارت سرپرست، شيخ الحديث مولوي ندا محمد نديم وینا (Bakhtar News Agency, 2023-11-29)